# ترانکویلیتی (کالیفرنیا)
ترانکویلیتی (به انگلیسی: Tranquillity) یک منطقهٔ مسکونی در ایالات متحده آمریکا است که در شهرستان فرسنو، کالیفرنیا واقع شده‌است. ترانکویلیتی ۱٫۵۹۹ کیلومتر مربع مساحت و ۷۹۹ نفر جمعیت دارد و ۵۰ متر بالاتر از سطح دریا واقع شده‌است.